# Александровка (Новочеркутинский сельсовет)
Алекса́ндровка — село Новочеркутинского сельсовета Добринского района Липецкой области. Расположена на автодороге Новочеркутино — Киньшино в 3 км к востоку от центра поселения села Новочеркутино.
Стоит в верховье притока реки Пловутки.
Основана в 1770-е годы. В документах 1782 года упоминается как крепостная деревня.
Название — по имени члена семьи владельца .
В советские годы находилась  свинотоварная ферма. В западной части села находится кладбище.

## Население
| 2010 |
| ---- |
| 388  |